# 몰레 포블라노
몰레 포블라노(스페인어: mole poblano)는 멕시코의 소스이다. 초콜릿이 들어간 고추 소스로, 가장 잘 알려진 몰레 가운데 하나이다. 싱코 데 마요 때 먹는 명절 음식의 하나이며, 생일이나 결혼식 같은 기념일에도 즐겨 먹는다. 멕시코의 국민 음식 가운데 하나로 여겨진다.

## 이름
스페인어 "몰레(mole)"는 멕시코 요리에서 재료를 갈아 만든 여러 가지 소스를 일컫는 말이며, "포블라노(poblano)"는 "푸에블라의"라는 뜻이다. "몰레 포블라노"를 직역하면 "푸에블라 소스"이다.

## 만들기
고추로는 건고추인 물라토고추, 안초고추, 치포틀레고추, 파시야고추 등이 쓰인다. 고추씨를 빼고, 마른 코말 등에 건고추들을 볶아 향을 낸 다음, 따뜻한 물에 담가 불려 둔다. 제거한 씨는 땅콩, 아몬드, 참깨 등 견과류, 계피, 깟씨, 아니스, 정향, 쿠민, 후추 등 향신료와 함께 볶아서 메타테 등에 곱게 갈아 둔다. 마늘, 양파 등 향신채와 건포도, 플랜테인 또는 볼리요나 토르티야 등 빵이나 마리아 과자 등은 기름에 튀기듯 익히고, 식혀서 마찬가지로 불린 고추와 다른 재료들과 함께 곱게 간다. 토마토를 넣기도 한다. 몰레 페이스트가 만들어지면, 기름을 두른 냄비에 넣고 볶아 익히다가 닭육수를 넣어 끓인다. 이때 초콜릿을 갈아 넣고, 단맛을 위해 필론시요나 흑설탕 등을 추가하기도 한다. 간은 소금으로 맞춘다.
전통적으로는 칠면조고기와 냈으나, 현대에는 닭고기를 많이 사용한다.

## 사진

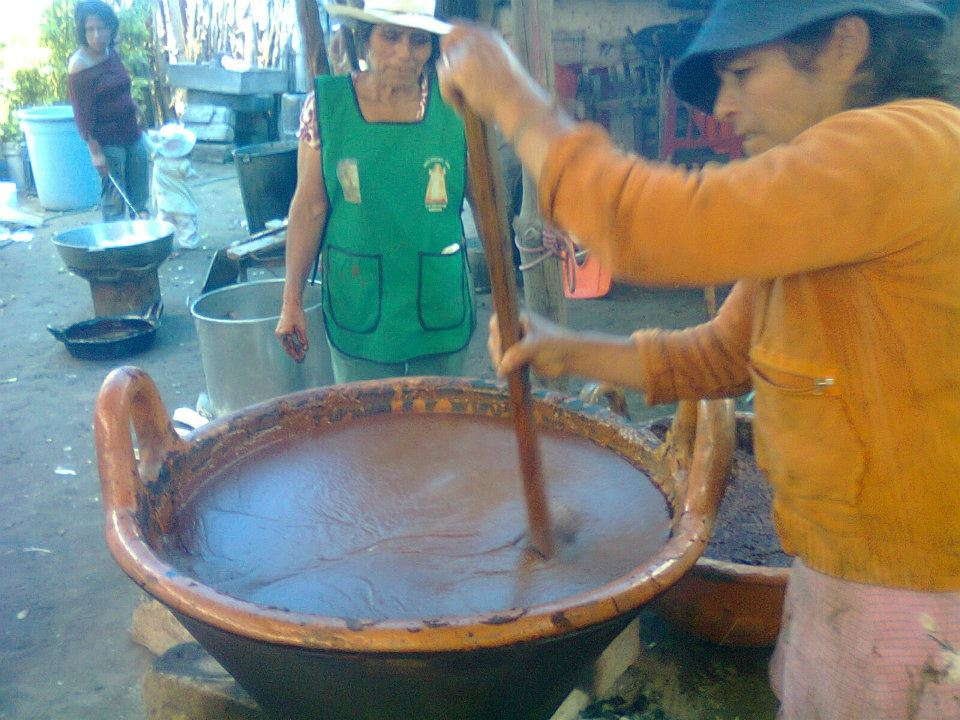
몰레 포블라노를 만드는 모습
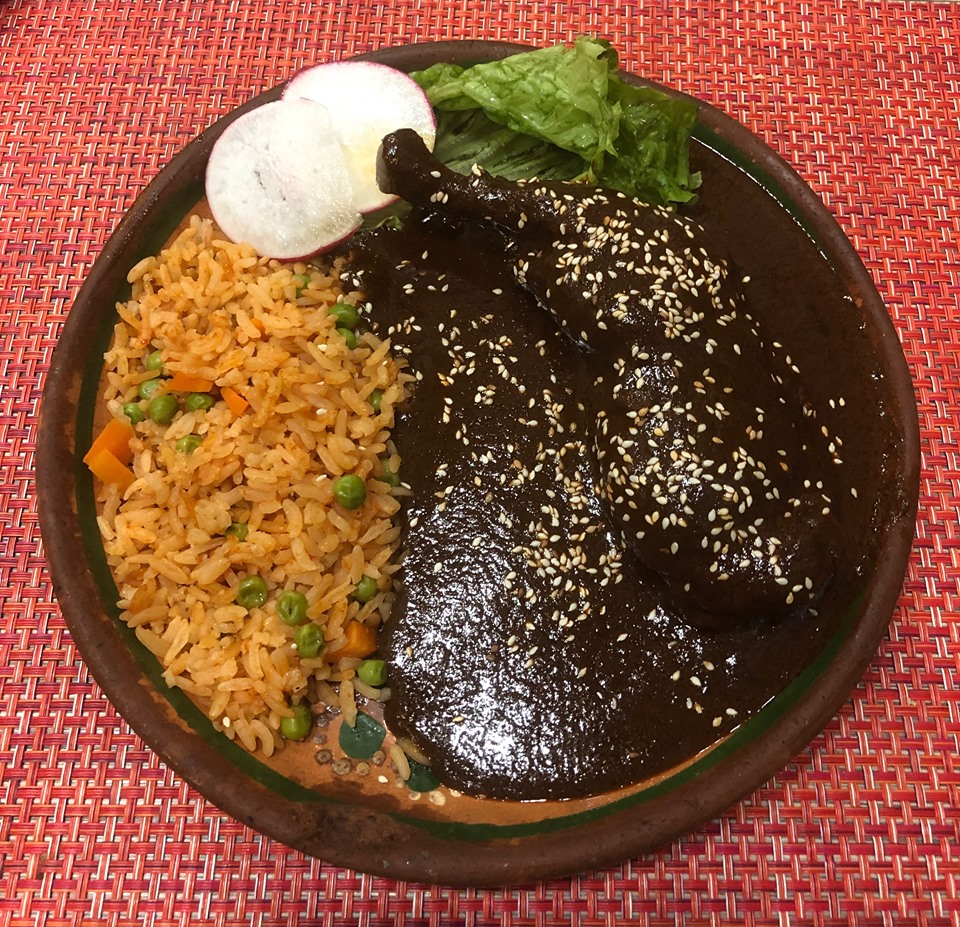
몰레 포블라노를 곁들인 닭고기와 아로스 메히카노

## 같이 보기
- 와시몰레